# Teobromina
Teobromina, 3,7-dimetyloksantyna – organiczny związek chemiczny z grupy alkaloidów purynowych. Występuje naturalnie przede wszystkim w ziarnach kakao (ok. 1,8%). W roślinach towarzyszy jej często kofeina, np. w herbacie i yerba mate. Gorzka czekolada zawiera około 10 gramów teobrominy na kilogram, a mleczna – około 5 gramów.
Jest w stanie przedostawać się z osocza do śliny oraz do mleka matek karmiących.

## Właściwości trujące
Teobromina jest szkodliwa dla niektórych zwierząt, między innymi dla psów, kotów i koni. Dla psa ważącego 25 kg zjedzenie dwóch tabliczek czekolady może okazać się śmiertelne. Spowodowane to jest znacznie wolniejszym tempem metabolizowania teobrominy przez te zwierzęta oraz odmiennym niż u człowieka szlakiem metabolicznym. W efekcie występują zaburzenia układów krążenia i nerwowego.

## Źródła teobrominy
Teobromina jest podstawowym alkaloidem znajdującym się w kakao i czekoladzie. Rośliny zawierające znaczne ilości teobrominy to:
- Theobroma cacao[5]
- Theobroma bicolor
- Ilex paraguariensis
- Camellia sinensis
- Cola acuminata
- Theobroma angustifolium
- Paullinia cupana
- Coffea arabica.

W roślinach powstaje z 7-metyloksantyny w reakcji katalizowanej przez syntazę teobrominy. U ludzi powstaje również w wątrobie, jako mniejszościowy produkt (10%) metabolizowania kofeiny.
W stanie czystym jest białawym, gorzkim proszkiem o krystalicznej budowie, sublimującym w temperaturze ok. 295 °C. Jest trudno rozpuszczalna w wodzie, natomiast dobrze rozpuszczalna w chloroformie oraz eterze. Budowa teobrominy jest zbliżona do dwóch innych alkaloidów purynowych: kofeiny i teofiliny. Należy do szeregu metyloksantyn.

## Działanie
Teobromina wpływa na rozkład cAMP (c-3′,5′-AMP). Teobromina, jak również inne metyloksantyny, jest przede wszystkim inhibitorem kompetycyjnym fosfodiestrazy rozkładającej cAMP, w wyniku czego wzrasta stężenie wewnątrzkomórkowego cAMP, co z kolei przedłuża efekty hormonów działających na komórki obwodowe przez układ cyklazy adenylanowej.
Jest substancją pobudzającą czynność serca oraz rozszerzającą naczynia krwionośne. Uważa się, że jej działanie może obniżać ciśnienie tętnicze, ale ostatnie doniesienia wskazują, że spadek ciśnienia tętniczego może być spowodowany działaniem flawanoli zawartych w kakao.
Opublikowane w 2005 roku badania w Imperial College London zawierają informację, że teobromina ma właściwości przeciwkaszlowe większe od kodeiny, z powodu wpływu na aktywność nerwu błędnego. Dodatkowo, teobromina jest pomocna w leczeniu astmy zwiotczając mięśnie gładkie, również te znajdujące się w oskrzelach[niewiarygodne źródło?].
Wykazuje bardzo słabe właściwości diuretyczne – działa na tym polu słabiej od kofeiny.
Udowodniono, że potrafi odkładać się w mózgach szczurzych płodów, jednak nie zauważono takich właściwości u ludzi. Duże dawki tej substancji zwiększają ryzyko wystąpienia choroby Alzheimera u szczurów.
Teobromina wchodziła w skład wielu preparatów złożonych. Dawniej w Polsce były stosowane: Theopaverin tabl. 0,34 g (ostatni polski specyfik zawierający 0,3 g teobrominy oraz chlorowodorek papaweryny 0,04g – produkowany do 2004 roku), Theophenal tabl. (teobromina 0,3 g + luminal 0,015 g), Theoserpin tabl. (rezerpina 0,1 mg + teobromina 0,25 g + luminal 0,01 g), Theostrol tabl. (stilbestrol 0,5 mg + chlorowodorek papaweryny 0,01 g + teobromina 0,1 g + karbromal 0,15 g), Brominal tabl. (bromural 0,3 g + teobromina 0,3 g + luminal 0,015 g), diuretyna (Theobrominum Natrium cum Natrio salicylico) i inne. Obecnie preparaty te nie są już dostępne.
Teobromina (Theobrominum purum) jest jeszcze niekiedy używana jako surowiec farmaceutyczny w recepturze aptecznej.